# Reza Enayati

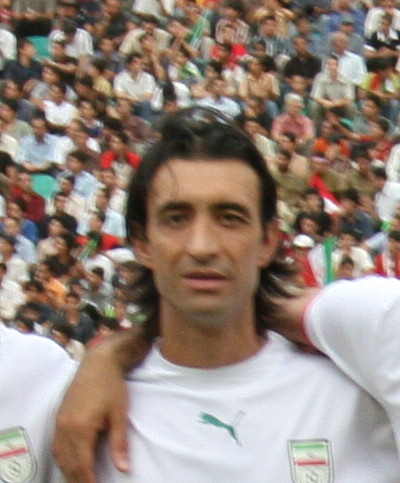
Gholamreza Enayati

Gholamreza Enayati (* 23. September 1976 in Mashhad; persisch غلامرضا عنايتى) war ein iranischer Fußballspieler. Er spielte in der iranischen Fußballnationalmannschaft und bei Esteghlal Teheran als Stürmer.
Sein erster Profi-Verein war Abu Moslem Mashhad in seiner Heimatstadt Mashhad, wo er bis 2003 unter Vertrag stand. Er spielte sehr erfolgreich und war in der Saison 2001/02 Torschützenkönig der höchsten iranischen Liga. Nachdem er zu Esteghlal Teheran gewechselt hatte, vermochte er zunächst nicht an seine früheren Leistungen anzuknüpfen. Doch in den Saisons 2004/05 und 2005/06 war er mit 20 bzw. 21 Toren erneut Torschützenkönig; beim zweiten Mal wurde er mit Esteghlal auch iranischer Meister.
Für die Nationalmannschaft spielte Enayati erstmals am 30. Mai 2002. Bisher hat er 36 Länderspiele bestritten und dabei vier Tore erzielt (Stand: 12. Januar 2025). Er nahm an der Asienmeisterschaft 2004 teil und war im Kader für die Fußball-Weltmeisterschaft 2006.